# Gerhard Gnauck

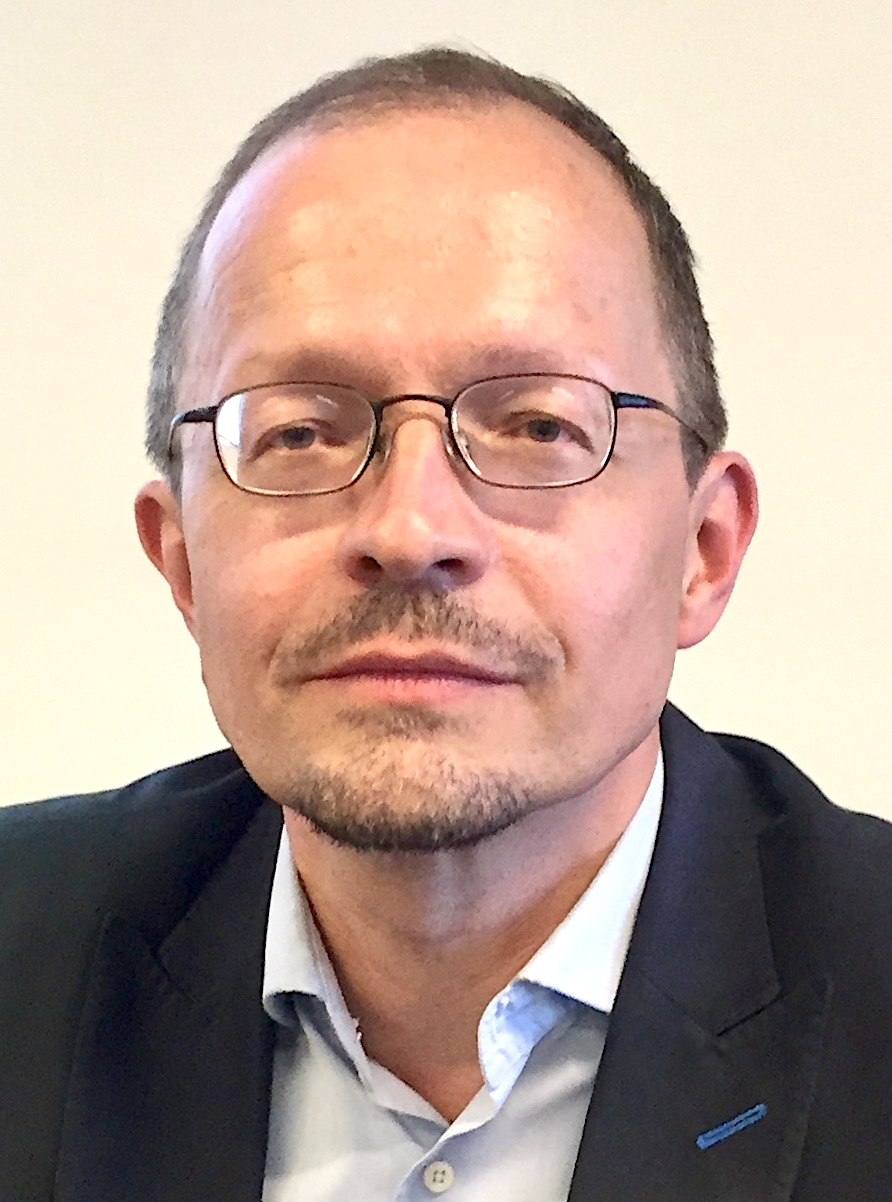
Gerhard Gnauck

Gerhard Gnauck (* 1964 in Warschau) ist ein deutscher Journalist und Historiker.

## Leben
Gerhard Gnauck wurde in Warschau geboren. 1965 kam er mit seinen Eltern nach Wiesbaden und Mainz. Später studierte er Osteuropäische Geschichte, Politikwissenschaft und Slawistik an der Johannes Gutenberg-Universität Mainz und an der Freien Universität Berlin. Er promovierte in Politikwissenschaft bei Gesine Schwan. Gnauck war Stipendiat der Studienstiftung des Deutschen Volkes.
1995 übernahm er die Stelle eines Nachrichtenredakteurs für Außenpolitik bei der Frankfurter Allgemeinen Zeitung in Frankfurt. Seit 1999 war Gnauck fester Korrespondent der Zeitung Die Welt in Warschau, von wo er unter anderem die Länder Mittel- und Osteuropas abdeckt. Als freier Autor schrieb er zudem für die Neue Zürcher Zeitung. Von 2018 bis März 2024 war Gnauck politischer Korrespondent der Frankfurter Allgemeinen Zeitung in Warschau für Polen, die Ukraine, Estland, Lettland und Litauen.

## Anerkennungen
- 2018 Maciej-Płażyński-Preis. Für seine Berichte über Polen. (Kategorie „Ausländischer Journalist“)[2]

## Publikationen
- Parteien und Nationalismus in Rußland. Demokratische versus nationalistische Integration nach dem Ende des kommunistischen Systems; Peter Lang Verlag, Frankfurt, 1997; ISBN 3-631-31122-2
- Russland im Werk Leopold von Rankes, in: Klaus Meyer (Hrsg.): Deutsche, Deutschbalten und Russen. Studien zu ihren gegenseitigen Bildern und Beziehungen, Verlag Nordostdeutsches Kulturwerk, Lüneburg 1997, S. 55–102; ISBN 3-932267-01-X
- Syrena auf dem Königsweg. Warschauer Wandlungen; Picus Verlag, Wien 2004; ISBN 3-85452-786-1
- Staatsinstinkt oder nationaler Komplex? Was Europa von Polens neuem Präsidenten zu erwarten hat, in: Osteuropa, Heft 11/2005, S. 3–8; ISSN 0030-6428
- Andrzej Sosnowski: Das Gedicht verliert sein Gedächtnis (Übersetzung), in: Akzente. Zeitschrift für Literatur, Heft 5/2008, S. 454–459; ISSN 0002-3957
- Wolke und Weide. Marcel Reich-Ranickis polnische Jahre; Klett-Cotta, Stuttgart 2009; ISBN 978-3-608-94177-7
- Marcel Reich-Ranicki. Polskie lata; W.A.B, Warszawa 2009; ISBN 978-3-446-24181-7
- Czesław Miłosz: Gedichte (als einer der Übersetzer). Hanser Verlag, München 2013; ISBN 978-3-446-24181-7
- Meine Ukraine. Eine persönliche Erinnerung, in: Simon Geissbühler (Hrsg.): Kiew – Revolution 3.0. Der Euromaidan 2013/14 und die Zukunftsperspektiven der Ukraine, ibidem-Verlag, Stuttgart 2014, S. 155–160. ISBN 978-3-8382-0681-3
- Polen: Frontstaat im Osten Europas?, in: Josef Braml u. a. (Hrsg.): Außenpolitik mit Autokratien. Jahrbuch Internationale Politik, Band 30. De Gruyter-Verlag, Berlin/München/Boston 2014, S. 229–245; ISBN 978-3-11-034643-5
- Ein infantiler Autokratismus. Kaczyński, die PiS und Polens Weg nach Osten (Ein Gespräch mit Jadwiga Staniszkis), in: Osteuropa, Heft 1–2/2016, S. 103–108. ISBN 978-3-8305-3653-6
- Polen verstehen. Geschichte, Politik, Gesellschaft. Klett-Cotta, Stuttgart 2018, ISBN 978-3-608-96296-3.

### „Wolke und Weide. Marcel Reich-Ranickis polnische Jahre“
Gnauck veröffentlichte mehrere Werke, in denen er sich mit der Politik und Gegenwart Osteuropas auseinandersetzt.
Bekanntestes Werk Gnaucks ist Wolke und Weide. Marcel Reich-Ranickis polnische Jahre, in dem er die Zeit Reich-Ranickis in Polen darstellt. In diesem schreibt Gnauck unter anderem, der Literaturkritiker Marcel Reich-Ranicki habe 1944 bis 1949 für das Warschauer Ministerium für Öffentliche Sicherheit als dessen Mitarbeiter eine herausragende Rolle gespielt. Der Agent „Platon“, der in der Außenstelle einer polnischen Behörde im besetzten Berlin 1946 über seine Kollegen Spitzelberichte schrieb, sei mit großer Wahrscheinlichkeit Reich-Ranicki gewesen. Der Literaturkritiker verweigerte eine Stellungnahme zu den Vorwürfen. Später observierte nach Gnaucks Darstellung Reich-Ranickis Freund Andrzej Wirth im Auftrag des Geheimdienstes den Kritiker in Deutschland bei Treffen der „Gruppe 47“. Wirth ging juristisch gegen das Buch vor und erreichte die Schwärzung einer Überschrift.
Die Gedenkstätte Yad Vashem verlieh der Warschauer Familie Gawin, die von 1943 bis 1944 das Ehepaar Reich-Ranicki bei sich versteckt hatte, auf Gnaucks Antrag 2006 die Auszeichnung „Gerechter unter den Völkern“. Die polnische Ausgabe des Buches war 2010 in Polen auf der Shortlist des Wettbewerbs um den Preis für das „Historische Buch des Jahres“.
In den Feuilletons fand das Buch ein geteiltes Echo. Während Zeit, Neue Zürcher Zeitung und die polnische Gazeta Wyborcza lobende Worte für die Rechercheleistung Gnaucks fanden, kritisierten Frankfurter Rundschau, Tagesspiegel und Süddeutsche Zeitung, Gnauck habe für manche seiner Vermutungen keine Beweise gefunden.